# Никон, Том
Том Никон (фр. Tom Nicon, 22 марта 1988, Монпелье, Франция — 18 июня 2010, Милан, Италия) — французский манекенщик.

## Карьера
Родился на юге Франции в городе Монпелье. В модельном бизнесе запомнился своими появлениями в рекламных кампаниях Louis Vuitton, Hugo Boss, Jean Paul Gaultier, Moschino, Yves Saint Laurent, а также съёмках для журналов «GQ» и «Vogue». Наибольшую популярность ему принесла работа с британским домом моды Burberry, где он считался «лицом фирмы».

## Смерть
Тело Никона было найдено во дворе здания в центре Милана 23 июня 2010 года. По сообщению полиции Том Никон покончил жизнь самоубийством, выпрыгнув из окна квартиры на четвёртом этаже за несколько часов до запланированного показа. В то утро он присутствовал на примерке Versace. Полиция пришла к выводу, что он покончил с собой. Предсмертной записки найдено не было. По версии миланской полиции Никон находился в депрессии после недавнего разрыва со своей девушкой, что и стало причиной его суицида. Стартовавшая на следующий день неделя моды была проведена в дань памяти Тому Никону.